# Новая Слободзея
Новая Слободзея также Слобозия Ноуэ (рум. Slobozia Nouă) — село в Сорокском районе Молдавии. Наряду с сёлами Старая Татаровка, Дечебал, Ниорканы, Новая Татаровка и Толоканешты входит в состав коммуны Старая Татаровка.

## География
Село расположено на высоте 227 метров над уровнем моря.

## История
До 1946 г. носило название Троян.

## Население
По данным переписи населения 2004 года, в селе Слобозия Ноуэ проживает 1122 человека (538 мужчин, 584 женщины).
Этнический состав села:
| Национальность | Число жителей | Процентный состав |
| -------------- | ------------- | ----------------- |
| молдаване      | 342           | 30,48             |
| украинцы       | 2             | 0,18              |
| русские        | 1             | 0,09              |
| Всего          | 1122          | 100 %             |